# Шербанештиј де Сус (Олт)
Шербанештиј де Сус (рум. Șerbăneștii de Sus) насеље је у Румунији у округу Олт у општини Шербанешти. Oпштина се налази на надморској висини од 134 m.

## Становништво
Према подацима из 2002. године у насељу је живело 717 становника, од којих су сви румунске националности.